# Yên Thái, Yên Mô
Yên Thái là một xã miền núi nằm ở phía nam huyện Yên Mô tỉnh Ninh Bình, Việt Nam.

## Địa lý
Xã Yên Thái nằm ở phía nam huyện Yên Mô, cách trung tâm thành phố Ninh Bình 28 km, có vị trí địa lý:
- Phía đông giáp xã Yên Lâm
- Phía nam giáp tỉnh Thanh Hóa
- Phía tây giáp xã Yên Đồng
- Phía bắc giáp xã Yên Thành và xã Yên Mạc.

Xã Yên Thái có diện tích 10,24 km², dân số năm 2019 là 5.513 người, mật độ dân số đạt 538 người/km².

## Văn hóa
Yên Thái cũng có đền Vua Lê Đại Hành, tương truyền nơi đây xưa có thành Thiên Phúc do Lê Hoàn xây dựng và khi Ngô Nhật Khánh đưa Chiêm Thành tấn công thành này đã bị bão dìm chết ở cửa biển Thần Phù, gần khu vực này. Đây cũng là xã được công nhận Anh hùng lực lượng vũ trang nhân dân Lưu trữ ngày 15 tháng 3 năm 2016 tại Wayback Machine ở Ninh Bình.
Yên Thái là quê hương của anh hùng Dương Văn Thanh, Thượng tá, cử nhân khoa học quân sự, nguyên Phó Trung đoàn trưởng không quân 910. Anh là liệt sĩ, phi công duy nhất được Chủ tịch nước truy tặng danh hiệu Anh hùng lực lượng vũ trang nhân dân trong thời kỳ đổi mới. Dương Văn Thanh, sinh năm 1958 ở xã Yên Thái, Yên Mô, Ninh Bình. Năm 1976, ông trúng tuyển phi công và được đào tạo ở Trường sĩ quan không quân khi anh mới 18 tuổi, trở thành học viên giỏi năm năm liền, tốt nghiệp xuất sắc trong kỳ thi cuối năm 1981 và được nhà trường tuyển dụng để đào tạo, bồi dưỡng nghiệp vụ và trở thành giảng viên.
Xã Yên Thái nằm bên tuyến kênh Nhà Lê, là tuyến đường thủy đầu tiên trong lịch sử Việt Nam từ kinh đô Hoa Lư đến Đèo Ngang và được xem là tuyến đường Hồ Chí Minh trên sông vì những đóng góp cho các cuộc chiến tranh của người Việt.